# Campeonato regional de fútbol de Santiago Sur 2016-17
El campeonato regional de Santiago Sur 2016-17 es el campeonato que se juega en la parte sur de la isla de Santiago. Comenzó el 4 de noviembre de 2016. El torneo lo organiza la federación de fútbol de Santiago Sur. Desportivo da Praia es el equipo defensor del título.

## Sistema de competición
El campeonato es disputado por doce equipos y se juega a 22 jornadas en formato de ida y vuelta, en formato de liga. El orden de los encuentros se decide por sorteo antes de empezar la competición. La clasificación final se establece teniendo en cuenta los puntos obtenidos en cada enfrentamiento, a razón de tres por partido ganado, uno por empate y ninguno en caso de derrota.
Si al finalizar el campeonato dos equipos igualan a puntos, los mecanismos para desempatar la clasificación son los siguientes:
- El que tiene una mayor diferencia entre goles a favor y en contra en los enfrentamientos entre ambos.
- Si persiste el empate, se tiene en cuenta la diferencia de goles a favor y en contra en todos los encuentros del campeonato.

Las plazas que dejan los equipos descendidos de Varanda y Delta, son ocupadas por los ascendidos Benfica y Tchadense. Los partidos de la primera división se disputan en el estadio de Várzea, y los de segunda además de Várzea se juegan también en el Campo de Calabaceira 
El campeón gana una plaza para disputar el campeonato caboverdiano de fútbol 2017, y los que terminan en las dos últimas posiciones descienden a la segunda división.

## Equipos participantes
| Primera División - Académica da Praia - AD Bairro - Benfica Praia - FC Boavista - Celtic Futebol Clube - Desportivo da Praia - Eugénio Lima - Os Garridos - Sporting Clube da Praia - Tchadense - CD Travadores - Vitória | Segunda división - ASA Grande - Delta - Fiorentina da Calabaceira - Kumunidade - Relâmpago - Ribeira Grande - Tira Chapêu - Unidos do Norte - Varanda - Vila Nova |

## Tabla de posiciones
| Pos.                                      | Equipo                      | PJ | PG | PE | PP | GF | GC | Dif. | Pts. |
| ----------------------------------------- | --------------------------- | -- | -- | -- | -- | -- | -- | ---- | ---- |
| 1                                         | Sporting Clube da Praia (C) | 22 | 17 | 4  | 1  | 43 | 10 | +33  | 55   |
| 2                                         | FC Boavista                 | 22 | 16 | 3  | 3  | 48 | 14 | +34  | 51   |
| 3                                         | Desportivo da Praia         | 22 | 14 | 4  | 4  | 44 | 18 | +26  | 46   |
| 4                                         | Académica da Praia          | 22 | 13 | 6  | 3  | 33 | 19 | +14  | 45   |
| 5                                         | AD Bairro                   | 22 | 9  | 4  | 9  | 31 | 33 | -2   | 31   |
| 6                                         | Tchadense                   | 22 | 7  | 7  | 8  | 25 | 28 | -3   | 28   |
| 7                                         | CD Travadores               | 22 | 7  | 4  | 11 | 34 | 48 | -14  | 25   |
| 8                                         | Celtic Futebol Clube        | 22 | 6  | 6  | 10 | 22 | 28 | -6   | 24   |
| 9                                         | Benfica Praia               | 22 | 4  | 6  | 12 | 18 | 35 | -17  | 18   |
| 10                                        | Eugénio Lima                | 22 | 4  | 4  | 14 | 14 | 29 | -15  | 16   |
| 11                                        | Os Garridos (D)             | 22 | 3  | 6  | 13 | 24 | 46 | -22  | 15   |
| 12                                        | Vitória (D)                 | 22 | 3  | 4  | 15 | 16 | 44 | -28  | 13   |
| Última actualización: 30 de abril de 2017 |                             |    |    |    |    |    |    |      |      |

|  | Clasificado para el campeonato caboverdiano de fútbol 2017. |
|  | Descendidos a segunda división de Santiago Sur.             |

(C) Campeón
(D) Descendido

## Resultados
| Celtic           | 0 - 1 | Travadores     | Várzea | 4 de noviembre | 16:00 |
| Boavista         | 1 - 0 | Vitoria        | Várzea | 4 de noviembre | 17:45 |
| Eugénio Lima     | 0 - 2 | Sporting Praia | Várzea | 5 de noviembre | 14:30 |
| Desportivo Praia | 2 - 0 | Os Garridos    | Várzea | 5 de noviembre | 16:15 |
| Tchadense        | 0 - 0 | Benfica Praia  | Várzea | 6 de noviembre | 14:30 |
| Académica Praia  | 3 - 0 | Bairro         | Várzea | 6 de noviembre | 16:15 |

| Benfica Praia  | 0 - 0 | Eugénio Lima     | Várzea | 10 de noviembre | 18:00 |
| Vitoria        | 0 - 1 | Tchadense        | Várzea | 10 de noviembre | 19:45 |
| Bairro         | 3 - 2 | Celtic           | Várzea | 11 de noviembre | 16:00 |
| Sporting Praia | 1 - 1 | Académica Praia  | Várzea | 11 de noviembre | 17:45 |
| Os Garridos    | 0 - 0 | Boavista         | Várzea | 13 de noviembre | 15:00 |
| Travadores     | 1 - 2 | Desportivo Praia | Várzea | 13 de noviembre | 16:45 |

| Tchadense        | 4 - 0 | Os Garridos   | Várzea | 18 de noviembre | 16:00 |
| Sporting Praia   | 1 - 0 | Benfica Praia | Várzea | 18 de noviembre | 17:45 |
| Eugénio Lima     | 1 - 0 | Vitoria       | Várzea | 19 de noviembre | 15:00 |
| Boavista         | 2 - 1 | Travadores    | Várzea | 19 de noviembre | 16:45 |
| Desportivo Praia | 2 - 0 | Bairro        | Várzea | 20 de noviembre | 15:00 |
| Académica Praia  | 0 - 0 | Celtic        | Várzea | 20 de noviembre | 16:45 |

| Celtic        | 0 - 0 | Desportivo Praia | Várzea | 2 de diciembre | 16:00 |
| Os Garridos   | 0 - 2 | Eugénio Lima     | Várzea | 2 de diciembre | 17:45 |
| Travadores    | 2 - 3 | Tchadense        | Várzea | 3 de diciembre | 14:30 |
| Bairro        | 2 - 1 | Boavista         | Várzea | 3 de diciembre | 16:15 |
| Vitoria       | 1 - 1 | Sporting Praia   | Várzea | 4 de diciembre | 14:30 |
| Benfica Praia | 0 - 0 | Académica Praia  | Várzea | 4 de diciembre | 16:15 |

| Tchadense       | 1 - 1 | Bairro           | Várzea | 9 de diciembre  | 16:00 |
| Eugénio Lima    | 0 - 2 | Travadores       | Várzea | 9 de diciembre  | 17:45 |
| Sporting Praia  | 2 - 0 | Os Garridos      | Várzea | 10 de diciembre | 14:30 |
| Boavista        | 3 - 0 | Celtic           | Várzea | 10 de diciembre | 16:15 |
| Benfica Praia   | 0 - 0 | Vitoria          | Várzea | 11 de diciembre | 14:30 |
| Académica Praia | 2 - 1 | Desportivo Praia | Várzea | 11 de diciembre | 16:15 |

| Bairro           | 1 - 0 | Eugénio Lima    | Várzea | 16 de diciembre | 16:00 |
| Vitoria          | 1 - 2 | Académica Praia | Várzea | 16 de diciembre | 17:45 |
| Os Garridos      | 0 - 2 | Benfica Praia   | Várzea | 17 de diciembre | 14:30 |
| Travadores       | 0 - 2 | Sporting Praia  | Várzea | 17 de diciembre | 16:15 |
| Celtic           | 0 - 1 | Tchadense       | Várzea | 18 de diciembre | 14:30 |
| Desportivo Praia | 1 - 3 | Boavista        | Várzea | 18 de diciembre | 16:15 |

| Sporting Praia  | 5 - 0 | Bairro           | Várzea | 6 de enero | 16:00 |
| Tchadense       | 0 - 2 | Desportivo Praia | Várzea | 6 de enero | 17:45 |
| Eugénio Lima    | 0 - 2 | Celtic           | Várzea | 7 de enero | 14:00 |
| Benfica Praia   | 1 - 2 | Travadores       | Várzea | 7 de enero | 15:45 |
| Vitoria         | 0 - 0 | Os Garridos      | Várzea | 8 de enero | 14:00 |
| Académica Praia | 1 - 0 | Boavista         | Várzea | 8 de enero | 15:45 |

| Bairro | 3 - 2 | Benfica Praia   | Várzea | 14 de enero     | 14:00 |
| Os Garridos | 2 - 3 | Académica Praia | Várzea | 14 de enero     | 15:45 |
| Travadores | 3 - 1 | Vitoria         | Várzea | 15 de enero     | 16:00 |
| Desportivo Praia                                                                                                 | 3 - 2 | Eugénio Lima    | Várzea | 15 de enero     | 15:45 |
| Celtic | 0 - 1 | Sporting Praia  | Várzea | 31 de enero n1  | 18:00 |
| Boavista | 1 - 0 | Tchadense       | Várzea | 1 de febrero n1 | 18:00 |
| Nota 1: Estos partidos fueron aplazados por la convocatoria a la selección de jugadores del Sporting y Boavista. |       |                 |        |                 |       |

| Sporting Praia  | 1 - 0 | Desportivo Praia | Várzea | 20 de enero | 16:00 |
| Os Garridos     | 2 - 2 | Travadores       | Várzea | 20 de enero | 17:45 |
| Vitória         | 0 - 1 | Bairro           | Várzea | 21 de enero | 14:00 |
| Benfica Praia   | 0 - 2 | Celtic           | Várzea | 21 de enero | 15:45 |
| Eugénio Lima    | 1 - 3 | Boavista         | Várzea | 22 de enero | 14:00 |
| Académica Praia | 0 - 0 | Tchadense        | Várzea | 22 de enero | 15:45 |

| Desportivo Praia | 2 - 0 | Benfica Praia  | Várzea | 27 de enero | 16:00 |
| Boavista         | 1 - 2 | Sporting Praia | Várzea | 27 de enero | 17:45 |
| Celtic           | 1 - 1 | Vitória        | Várzea | 28 de enero | 14:00 |
| Bairro           | 0 - 1 | Os Garridos    | Várzea | 28 de enero | 15:45 |
| Académica Praia  | 0 - 1 | Travadores     | Várzea | 29 de enero | 14:00 |
| Tchadense        | 1 - 0 | Eugénio Lima   | Várzea | 29 de enero | 15:45 |

| Travadores     | 3 - 5 | Bairro           | Várzea | 3 de febrero | 16:00 |
| Vitória        | 0 - 4 | Desportivo Praia | Várzea | 3 de febrero | 17:45 |
| Benfica Praia  | 0 - 1 | Boavista         | Várzea | 4 de febrero | 14:00 |
| Sporting Praia | 2 - 0 | Tchadense        | Várzea | 4 de febrero | 15:45 |
| Eugénio Lima   | 0 - 1 | Académica Praia  | Várzea | 5 de febrero | 14:00 |
| Os Garridos    | 1 - 2 | Celtic           | Várzea | 5 de febrero | 15:45 |

| Travadores     | 2 - 2 | Celtic           | Várzea | 10 de febrero | 16:00 |
| Vitória        | 0 - 5 | Boavista         | Várzea | 10 de febrero | 17:45 |
| Sporting Praia | 0 - 0 | Eugénio Lima     | Várzea | 11 de febrero | 14:00 |
| Os Garridos    | 0 - 4 | Desportivo Praia | Várzea | 11 de febrero | 15:45 |
| Benfica Praia  | 2 - 1 | Tchadense        | Várzea | 12 de febrero | 14:00 |
| Bairro         | 1 - 2 | Académica Praia  | Várzea | 12 de febrero | 15:45 |

| Académica Praia  | 0 - 0 | Sporting Praia | Várzea | 17 de febrero | 16:00 |
| Celtic           | 0 - 1 | Bairro         | Várzea | 17 de febrero | 17:45 |
| Eugénio Lima     | 1 - 1 | Benfica Praia  | Várzea | 18 de febrero | 14:00 |
| Tchadense        | 3 - 1 | Vitória        | Várzea | 18 de febrero | 15:45 |
| Boavista         | 8 - 0 | Os Garridos    | Várzea | 19 de febrero | 14:00 |
| Desportivo Praia | 2 - 2 | Travadores     | Várzea | 19 de febrero | 15:45 |

| Os Garridos   | 1 - 1 | Tchadense        | Várzea | 24 de febrero | 16:00 |
| Benfica Praia | 0 - 1 | Sporting Praia   | Várzea | 24 de febrero | 17:45 |
| Vitória       | 0 - 1 | Eugénio Lima     | Várzea | 25 de febrero | 14:00 |
| Travadores    | 0 - 1 | Boavista         | Várzea | 25 de febrero | 15:45 |
| Bairro        | 0 - 1 | Desportivo Praia | Várzea | 26 de febrero | 14:00 |
| Celtic        | 1 - 2 | Académica Praia  | Várzea | 26 de febrero | 15:45 |

| Desportivo Praia | 1 - 1 | Celtic        | Várzea | 3 de marzo | 16:00 |
| Eugénio Lima     | 1 - 1 | Os Garridos   | Várzea | 3 de marzo | 17:45 |
| Tchadense        | 1 - 1 | Travadores    | Várzea | 4 de marzo | 14:00 |
| Boavista         | 1 - 1 | Bairro        | Várzea | 4 de marzo | 15:45 |
| Sporting Praia   | 7 - 0 | Vitória       | Várzea | 5 de marzo | 14:00 |
| Académica Praia  | 2 - 0 | Benfica Praia | Várzea | 5 de marzo | 15:45 |

| Bairro           | 0 - 0 | Tchadense       | Várzea | 10 de marzo | 16:00 |
| Travadores       | 1 - 2 | Eugénio Lima    | Várzea | 10 de marzo | 17:45 |
| Os Garridos      | 0 - 1 | Sporting Praia  | Várzea | 11 de marzo | 14:00 |
| Celtic           | 1 - 3 | Boavista        | Várzea | 11 de marzo | 15:45 |
| Desportivo Praia | 5 - 2 | Académica Praia | Várzea | 12 de marzo | 14:00 |
| Vitória          | 1 - 3 | Benfica Praia   | Várzea | 12 de marzo | 15:45 |

| Eugénio Lima    | 0 - 1 | Bairro           | Várzea | 17 de marzo | 16:00 |
| Académica Praia | 2 - 1 | Vitória          | Várzea | 17 de marzo | 17:45 |
| Benfica Praia   | 3 - 2 | Os Garridos      | Várzea | 18 de marzo | 14:00 |
| Sporting Praia  | 4 - 3 | Travadores       | Várzea | 18 de marzo | 15:45 |
| Tchadense       | 1 - 3 | Celtic           | Várzea | 19 de marzo | 14:00 |
| Boavista        | 1 - 1 | Desportivo Praia | Várzea | 19 de marzo | 15:45 |

| Bairro           | 0 - 2 | Sporting Praia  | Várzea | 24 de marzo | 16:00 |
| Desportivo Praia | 2 - 0 | Tchadense       | Várzea | 24 de marzo | 17:45 |
| Celtic           | 2 - 1 | Eugénio Lima    | Várzea | 25 de marzo | 14:00 |
| Travadores       | 4 - 0 | Benfica Praia   | Várzea | 25 de marzo | 15:45 |
| Os Garridos      | 3 - 4 | Vitória         | Várzea | 26 de marzo | 14:00 |
| Boavista         | 1 - 0 | Académica Praia | Várzea | 26 de marzo | 15:45 |

| Sporting Praia  | 3 - 0 | Celtic           | Várzea | 31 de marzo | 16:00 |
| Benfica Praia   | 2 - 2 | Bairro           | Várzea | 31 de marzo | 17:45 |
| Académica Praia | 3 - 1 | Os Garridos      | Várzea | 1 de abril  | 14:00 |
| Vitória         | 1 - 2 | Travadores       | Várzea | 1 de abril  | 15:45 |
| Eugénio Lima    | 1 - 3 | Desportivo Praia | Várzea | 2 de abril  | 14:00 |
| Tchadense       | 1 - 3 | Boavista         | Várzea | 2 de abril  | 15:45 |

| Desportivo Praia | 0 - 1 | Sporting Praia  | Várzea | 7 de abril | 16:00 |
| Travadores       | 0 - 7 | Os Garridos     | Várzea | 7 de abril | 17:45 |
| Bairro           | 1 - 2 | Vitória         | Várzea | 8 de abril | 14:00 |
| Celtic           | 2 - 1 | Benfica Praia   | Várzea | 8 de abril | 15:45 |
| Boavista         | 2 - 0 | Eugénio Lima    | Várzea | 9 de abril | 14:00 |
| Tchadense        | 3 - 3 | Académica Praia | Várzea | 9 de abril | 15:45 |

| Benfica Praia  | 0 - 4 | Desportivo Praia | Várzea | 21 de abril | 16:00 |
| Sporting Praia | 1 - 3 | Boavista         | Várzea | 21 de abril | 17:45 |
| Vitória        | 1 - 0 | Celtic           | Várzea | 22 de abril | 14:00 |
| Os Garridos    | 2 - 1 | Bairro           | Várzea | 22 de abril | 15:45 |
| Travadores     | 0 - 3 | Académica Praia  | Várzea | 23 de abril | 14:00 |
| Eugénio Lima   | 1 - 2 | Tchadense        | Várzea | 23 de abril | 15:45 |

| Bairro           | 7 - 1 | Travadores     | Várzea | 28 de abril | 16:00 |
| Desportivo Praia | 2 - 1 | Vitória        | Várzea | 28 de abril | 17:45 |
| Boavista         | 4 - 1 | Benfica Praia  | Várzea | 29 de abril | 14:00 |
| Tchadense        | 1 - 3 | Sporting Praia | Várzea | 29 de abril | 15:45 |
| Académica Praia  | 1 - 0 | Eugénio Lima   | Várzea | 30 de abril | 14:00 |
| Celtic           | 1 - 1 | Os Garridos    | Várzea | 30 de abril | 15:45 |

### Evolución de las posiciones
| Equipo / Jornada | 01 | 02 | 03 | 04 | 05 | 06 | 07 | 08 | 09 | 10 | 11 | 12 | 13 | 14 | 15 | 16 | 17 | 18 | 19 | 20 | 21 | 22 |
| ---------------- | -- | -- | -- | -- | -- | -- | -- | -- | -- | -- | -- | -- | -- | -- | -- | -- | -- | -- | -- | -- | -- | -- |
| Académica        | 1  | 2  | 5  | 6  | 5  | 4  | 2  | 1  | 2  | 3  | 4  | 4  | 4  | 4  | 3  | 4  | 3  | 4  | 4  | 4  | 4  | 4  |
| AD Bairro        | 12 | 7  | 8  | 7  | 7  | 6  | 6  | 6  | 5  | 7  | 5  | 5  | 5  | 6  | 6  | 6  | 5  | 5  | 5  | 5  | 6  | 5  |
| Benfica          | 6  | 8  | 9  | 8  | 9  | 7  | 8  | 8  | 9  | 9  | 9  | 9  | 9  | 10 | 10 | 10 | 9  | 9  | 9  | 9  | 9  | 9  |
| Boavista         | 5  | 5  | 4  | 4  | 4  | 3  | 4  | 5  | 3  | 5  | 3  | 3  | 2  | 2  | 2  | 2  | 2  | 2  | 2  | 2  | 2  | 2  |
| Celtic           | 9  | 11 | 10 | 10 | 11 | 11 | 10 | 10 | 8  | 8  | 8  | 8  | 8  | 8  | 8  | 9  | 8  | 8  | 8  | 8  | 8  | 8  |
| Desportivo       | 3  | 1  | 1  | 2  | 3  | 5  | 5  | 3  | 4  | 2  | 2  | 2  | 3  | 3  | 4  | 3  | 4  | 3  | 3  | 3  | 3  | 3  |
| E. Lima          | 11 | 10 | 6  | 5  | 6  | 8  | 9  | 9  | 10 | 10 | 10 | 10 | 10 | 9  | 9  | 8  | 10 | 10 | 10 | 10 | 10 | 10 |
| Garridos         | 10 | 9  | 11 | 12 | 12 | 12 | 12 | 12 | 12 | 11 | 11 | 11 | 11 | 11 | 11 | 11 | 11 | 11 | 11 | 11 | 11 | 11 |
| Sporting         | 2  | 3  | 3  | 3  | 2  | 2  | 1  | 2  | 1  | 1  | 1  | 1  | 1  | 1  | 1  | 1  | 1  | 1  | 1  | 1  | 1  | 1  |
| Tchadense        | 7  | 4  | 2  | 1  | 1  | 1  | 3  | 4  | 6  | 4  | 6  | 6  | 6  | 5  | 5  | 5  | 6  | 6  | 7  | 6  | 5  | 6  |
| Travadores       | 4  | 6  | 7  | 9  | 8  | 9  | 7  | 7  | 7  | 6  | 7  | 7  | 7  | 7  | 7  | 7  | 7  | 7  | 6  | 7  | 7  | 7  |
| Vitória          | 8  | 12 | 12 | 11 | 10 | 10 | 11 | 11 | 11 | 12 | 12 | 12 | 12 | 12 | 12 | 12 | 12 | 12 | 12 | 12 | 12 | 12 |

| Campeón Sporting Clube da Praia 9.o título |

## Estadísticas
- Mayor goleada: Boavista 8 - 0 Os Garridos (19 de febrero)
- Partido con más goles:

Travadores 3 - 5 Bairro (3 de febrero)
Boavista 8 - 0 Os Garridos (19 de febrero)
Bairro 7 - 1 Travadores (28 de abril)
- Mejor racha ganadora: Sporting Praia; 7 jornadas (jornada 5 a 11)
- Mejor racha invicta: Sporting Praia; 20 jornadas (jornada 1 a 20)
- Mejor racha marcando: Boavista; 15 jornadas (jornada 8 a 22)
- Mejores racha imbatida: Sporting Praia; 6 jornadas (jornada 11 a 16)

### Goleadores
| Jugador                                   | Equipo           | Goles |
| ----------------------------------------- | ---------------- | ----- |
| Óscar Romário Lopes Vaz                   | Desportivo Praia | 16    |
| António Paiva Tavares                     | Travadores       | 15    |
| Anilton Jorge V. Sanches                  | Boavista         | 15    |
| Matthew Mbutidem Sunday                   | Sporting Praia   | 14    |
| Walter Patrick M. Fernandes               | Bairro           | 12    |
| Última actualización: 30 de abril de 2017 |                  |       |